# Котли (селище при залізничній станції, Ленінградська область)
Котли (рос. Котлы) — селище залізничної станції у Кінгісеппському районі Ленінградської області Російської Федерації.
Населення становить 54 особи. Належить до муніципального утворення Котельське сільське поселення.

## Історія
Згідно із законом від 28 жовтня 2004 року № 81-оз належить до муніципального утворення Котельське сільське поселення.

## Населення
| 2007 | 2010 | 2017 |
| ---- | ---- | ---- |
| 61   | ↘34  | ↗54  |